# Abundâncio (prefeitiano)
Abundâncio (em latim: Abundantius) foi oficial bizantino do século VI, ativo no reinado do imperador Justiniano (r. 527–565). Serviu como prefeitiano (oficial do prefeito urbano), mas não se sabe a duração de seu mandato. Morreu aos 40 anos e foi sepultado em Roma em 8 de setembro de 540.